# Cerovica (gmina Novi Grad)
Cerovica (cyr. Церовица) – wieś w Bośni i Hercegowinie, w Republice Serbskiej, w gminie Novi Grad. W 2013 roku liczyła 159 mieszkańców.